# توکوگاوا ایه‌تسوگو
توکوگاوا ایه‌تسوگو (به ژاپنی: 徳川 家継 Tokugawa Ietsugu)؛( ۸ اوت ۱۷۰۹ – ۱۹ ژوئن ۱۷۱۶) هفتمین شوگون از شوگون‌سالاری توکوگاوا بود.